# Lesní sklo

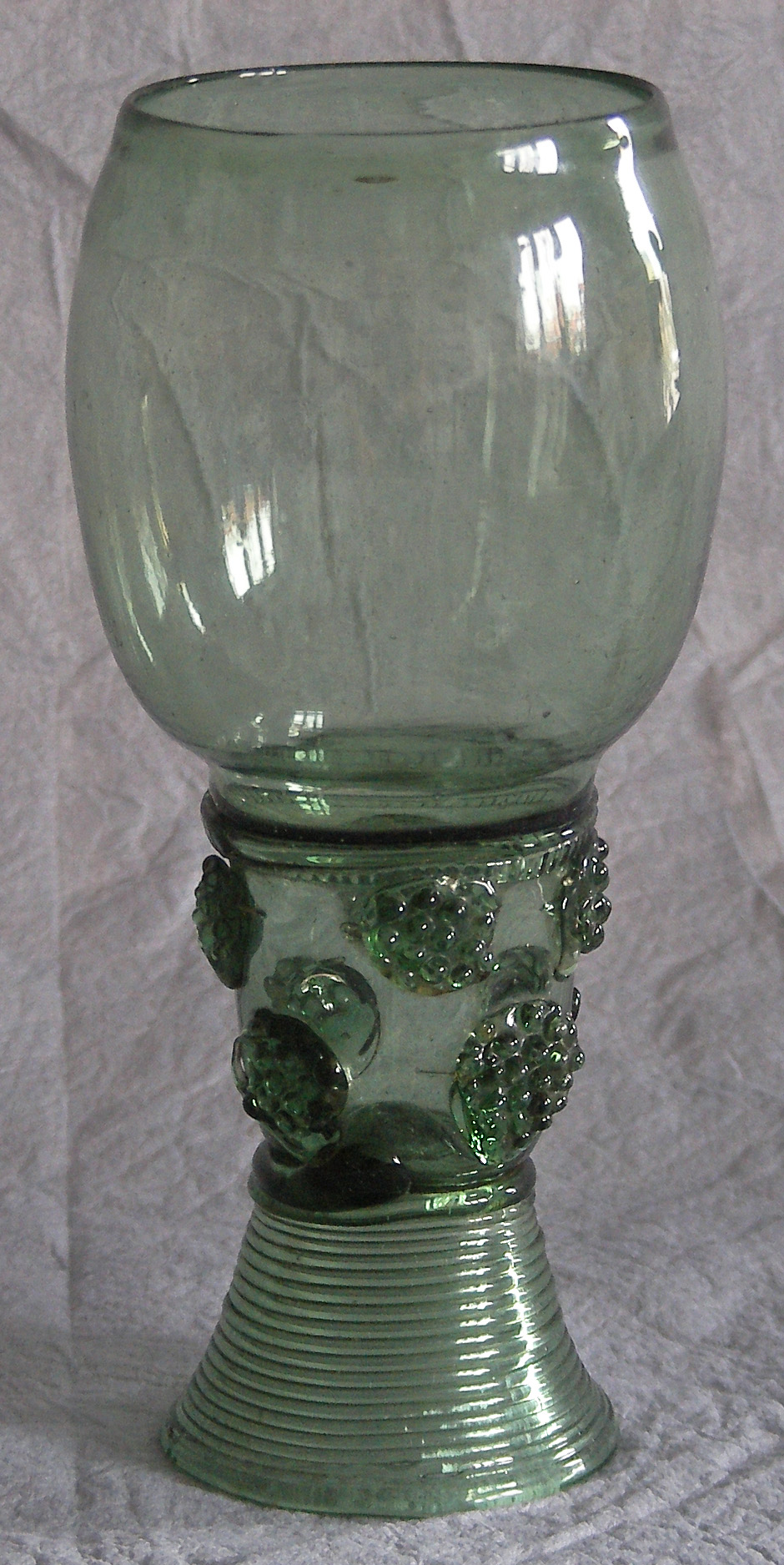
Pohár z lesního skla ze 17. století z Německa nebo Holandska

Lesní sklo je označení pro potašové sklo obvykle zbarvené do odstínu zelené oxidem železnatým, které bylo vyráběno od středověku do raného novověku v lesních sklárnách v Evropě především na území Svaté říše římské severně od Alp.
Velký rozvoj sklářství do střední Evropy přinesl císař Karel IV., který povolal odborníky především z Itálie a Francie. Na rozdíl od benátských sklářů, kteří měli lepší zdroje uhličitanu sodného, si ale skláři ve střední Evropě museli vystačit s potaší, kterou si sami získávali z místního dřeva. Kromě toho nemívali v horách k dispozici tak čistý písek, ale používali písek z blízkých malých vodních toků. V důsledku těchto vlivů zůstával ve skle významný podíl především oxidu železnatého, ale i a dalších nečistot. Výsledné sklo proto bylo zabarvené, nejčastěji do zelena, a také často obsahovalo bublinky.
Celkový provoz lesních skláren, které používaly dřevo pro výrobu potaše i jako zdroj tepla pro samotnou výrobu skla, měl velmi vysokou spotřebu dřeva. Zatímco ve středověku se jednalo o v zásadě panovníky vítané odlesňování a skláři se postupně přirozeně posouvali s hranicí zemědělského osídlení dál a dál do hor, v 19. století bylo jedním z důvodů konce provozu lesních skláren zvyšování cen dřeva z důvodu jeho nedostatku.